# Годзянув (гмина)
Годзянув (пол. Godzianów) — сельская гмина (волость) в Польше, входит как административная единица в Скерневицкий повет, Лодзинское воеводство. Население — 2729 человек (на 2004 год).

## Сельские округа
1. Бычки
2. Годзянув
3. Запады
4. Кавенчин
5. Льнисно
6. Плыцьвя

## Соседние гмины
1. Гмина Глухув
2. Гмина Липце-Реймонтовске
3. Гмина Макув
4. Гмина Скерневице
5. Гмина Слупя